# West Arkeen
Aaron West Arkeen (18 juin 1960 - 30 mai 1997) est un musicien américain surtout connu pour avoir co-écrit plusieurs chansons de Guns N' Roses. Il est mort à Los Angeles d'une overdose de drogue.